# روبرت إل. داي
روبرت إل. داي (بالإنجليزية: Robert L. Day)‏ هو سياسي أمريكي، ولد في 2 يناير 1920، وتوفي في 25 يناير 1999.